# Richard M. West
Richard Martin West (1941) er en dansk astronom. Han er født i København, Danmark. I 1978 opdagede han asteroiden 2117 Danmark.

## Uddannelse
Studentereksamen 1959
mag.scient. et cand.mag. i astronomi og astrofysik fra Københavns Universitet 1964.

## Karriere
Professor amanuensis ved Københavns Observatorium 1964.
Ansat hos European Southern Observatory (ESO) 1970 – 2005

## Udmærkelser
Modtager af Rosenkjærprisen 1972

## Udvalgt litteratur
- "Det ny verdensrum", 1974, RHODOS, ISBN 87-7496-398-8
- "Sydhimlens stjerner", m. Svend Laustsen og Claus Madsen, 1987, RHODOS, ISBN 87-7245-214-5
- "Astronomi – vort verdensbillede op mod år 2000", 1989, RHODOS, ISBN 87-7245-337-0